# 968
Évszázadok: 9. század – 10. század – 11. század
Évtizedek: 910-es évek – 920-as évek – 930-as évek – 940-es évek – 950-es évek – 960-as évek – 970-es évek – 980-as évek – 990-es évek – 1000-es évek – 1010-es évek
Évek: 963 – 964 – 965 – 966 –  967 – 968 – 969 – 970 – 971 – 972 – 973

## Események

### Európa
- Miután tárgyalásokkal nem sikerült megszerezni Dél-Itáliát a bizánciaktól, Ottó német-római császár ostrom alá veszi Barit. A hadműveletben részt vesz Vasfejú Pandulf beneventói herceg is, aki azonban egy időre elhagyja a tábort, hogy rendezze elhunyt öccse és uralkodótársa, Landulf gyerekeinek sorsát. Mivel az ostrom nem halad, Ottó elküldi Liutprand cremonai püspököt II. Niképhorosz bizánci császárhoz, hogy ismételten békét ajánljon és feleséget kérjen 13 éves fia, II. Ottó számára.
- A bizánciak kérésére Szvjatoszlav kijevi fejedelem nagy sereggel megtámadja Bulgáriát. Dorosztolonnál legyőzi a bolgárokat, megszállja Dobrudzsát és kijelenti, hogy meg is tartja a területet. I. Péter bolgár cár (vagy Niképhorosz császár, aki nem szeretne egy új, kellemetlen szomszédot) lefizeti a besenyőket, hogy támadják meg Kijevet. Kijev ostromának hírére Szvjatoszláv hazatér és a bolgárok visszafoglalják a városaikat. A harcokban magyarok is részt vettek vagy kihasználták a káoszt, mert a Konstantinápolyba követként küldött Liutprand leírja, hogy a Balkánon keresztül nem térhet haza a portyázó magyarok miatt.
- Meghal III. János nápolyi herceg. Utódja fia, II. Marinus.
- A nemrég megkeresztelkedett I. Mieszko lengyel fejedelem templomot építtet Poznańban és XIII. János pápa kinevezi Lengyelország első püspökét, Jordant.

### Abbászida Kalifátus
- II. Niképhorosz császár folytatja keleti hadjáratát. Ostrom alá veszi Antiokhiát, de 13 nap után egy kis kontingens hátrahagyása mellett inkább nekilát hogy feldúlja a város utánpótlási vonalait és egészen Tripoliig kifosztja a tengerparti városokat.
- Két évnyi uralkodás után meghal Abu l-Miszk Káfúr, a fekete eunuch rabszolgából lett egyiptomi emír. Utódja az előző emír 11 éves fia, Ahmad ibn Ali ibn al-Ihsíd.

## Születések
- november 29. – Kazan, japán császár
- december 23.- Szung Csen-cung, kínai császár
- III. Rómanosz, bizánci császár
- Al-Hamadání, perzsa író és költő

## Halálozások
- március 14. - Ringelheimi Matilda, Madarász Henrik felesége
- április 4. - Abu Firász, arab költő
- Abu l-Miszk Káfúr, egyiptomi emír
- Al-Muttaki, abbászida kalifa
- III. János, nápolyi herceg
- III. Landulf, beneventói herceg